# Félines-Termenès
Pour les articles homonymes, voir Félines.
Félines-Termenès  est un village niché dans les hautes Corbières françaises, situé dans le centre du département de l'Aude, en région Occitanie.
Sur le plan historique et culturel, la commune fait partie du massif des Corbières, un chaos calcaire formant la transition entre le Massif central et les Pyrénées. Exposée à un climat méditerranéen, elle est drainée par le Libre, le ruisseau de Davejean, le ruisseau du Bac du Four, le ruisseau du Moulin et par divers autres petits cours d'eau. La commune possède un patrimoine naturel remarquable : un site Natura 2000 (les « hautes Corbières ») et trois zones naturelles d'intérêt écologique, faunistique et floristique.
Félines-Termenès est une commune rurale qui compte 133 habitants en 2022, après avoir connu une forte hausse de la population depuis 1975. Ses habitants sont appelés les Félinais ou  Félinaises.
Le patrimoine architectural de la commune comprend un immeuble protégé au titre des monuments historiques : l'église Notre-Dame, inscrite en 1948.

## Géographie

### Localisation
Félines-Termenès est une commune des Corbières située sur l'ancienne route nationale 613 dans le terroir Corbières (AOC).

### Communes limitrophes
Les communes limitrophes sont  Davejean, Laroque-de-Fa, Palairac, Termes et Villerouge-Termenès.
| Termes        | Villerouge-Termenès |          |
| Laroque-de-Fa | Félines-Termenès    | Palairac |
|               | Davejean            |          |

### Géologie et relief
Félines-Termenès se situe en zone de sismicité 2 (sismicité faible).

### Voies de communication et transports

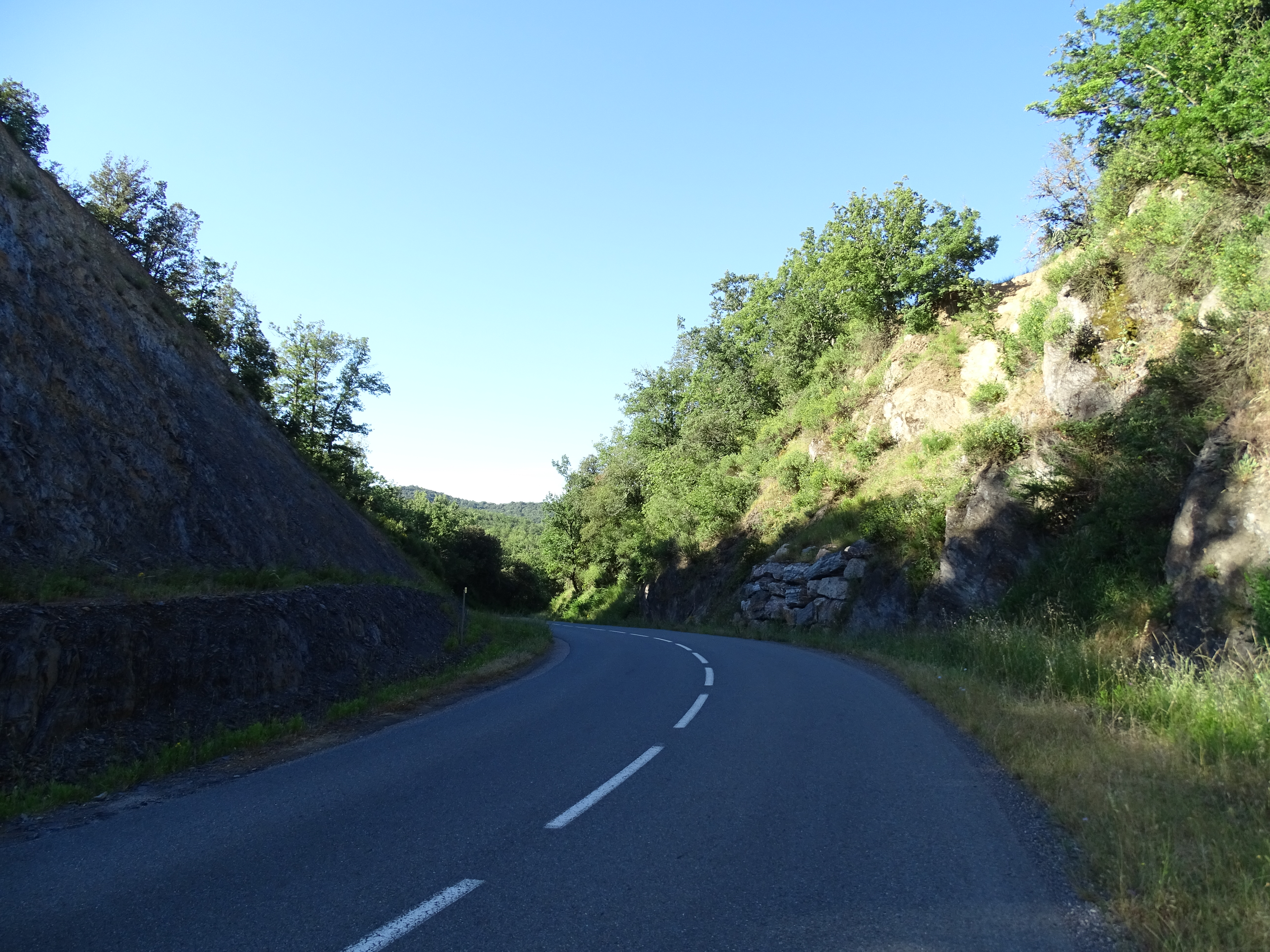
La D 613 au col de la Tranchée en direction de Félines-Termenès.

### Hydrographie
La commune est dans la région hydrographique « Côtiers méditerranéens », au sein du bassin hydrographique Rhône-Méditerranée-Corse. Elle est drainée par le Libre, le ruisseau de Davejean, le ruisseau du Bac du Four, le ruisseau du Moulin, le ruisseau de Cabirol, le ruisseau de Menou, le ruisseau de Récoumpech, le ruisseau de Vignasse et le ruisseau Saint-Jean, qui constituent un réseau hydrographique de 15 km de longueur totale,.
Le Libre, d'une longueur totale de 14,8 km, prend sa source dans la commune de Palairac et s'écoule vers le nord. Il traverse la commune et se jette dans l'Orbieu à Saint-Martin-des-Puits, après avoir traversé 6 communes.

### Climat
Pour des articles plus généraux, voir Climat de l'Occitanie et Climat de l'Aude.
En 2010, le climat de la commune est de type climat méditerranéen altéré, selon une étude s'appuyant sur une série de données couvrant la période 1971-2000. En 2020, Météo-France publie une typologie des climats de la France métropolitaine dans laquelle la commune est exposée à un climat méditerranéen et est dans la région climatique Provence, Languedoc-Roussillon, caractérisée par une pluviométrie faible en été, un très bon ensoleillement (2 600 h/an), un été chaud (21,5 °C), un air très sec en été, sec en toutes saisons, des vents forts (fréquence de 40 à 50 % de vents > 5 m/s) et peu de brouillards.
Pour la période 1971-2000, la température annuelle moyenne est de 13,7 °C, avec une amplitude thermique annuelle de 15,5 °C. Le cumul annuel moyen de précipitations est de 844 mm, avec 8,3 jours de précipitations en janvier et 3,8 jours en juillet. Pour la période 1991-2020, la température moyenne annuelle observée sur la station météorologique la plus proche, située sur la commune de Mouthoumet à 8 km à vol d'oiseau, est de 12,5 °C et le cumul annuel moyen de précipitations est de 837,6 mm,. Pour l'avenir, les paramètres climatiques de la commune estimés pour 2050 selon différents scénarios d’émission de gaz à effet de serre sont consultables sur un site dédié publié par Météo-France en novembre 2022.

### Milieux naturels et biodiversité

#### Réseau Natura 2000

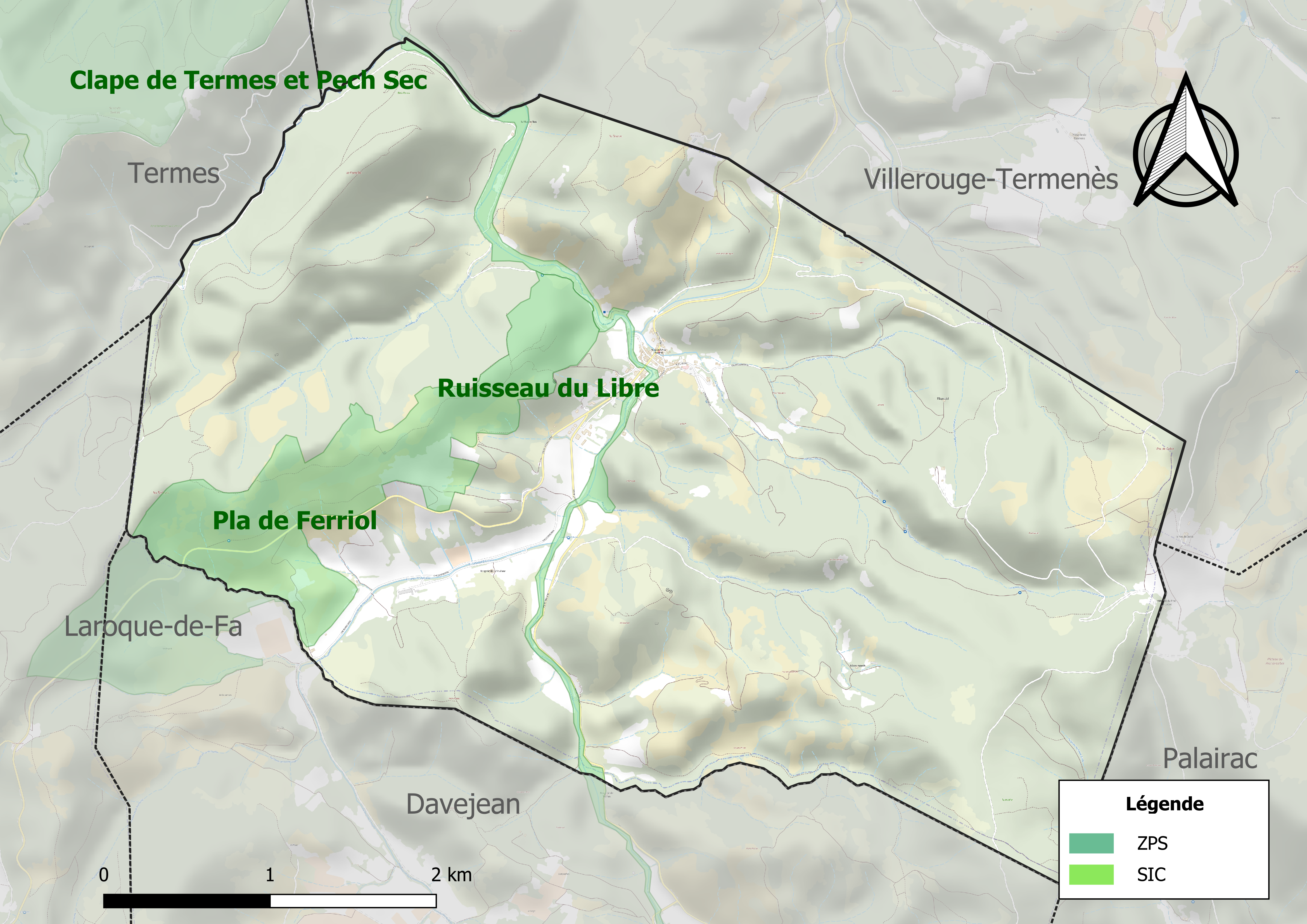
Sites Natura 2000 sur le territoire communal.

Le réseau Natura 2000 est un réseau écologique européen de sites naturels d'intérêt écologique élaboré à partir des directives habitats et oiseaux, constitué de zones spéciales de conservation (ZSC) et de zones de protection spéciale (ZPS). Un site Natura 2000 a été défini sur la commune au titre  de la directive oiseaux : les « hautes Corbières », d'une superficie de 28 398 ha, accueillant une avifaune riche et diversifiée : rapaces tels que les Busards, l'Aigle Royal, le Circaète Jean-le-Blanc, qui trouvent sur place des conditions favorables à la nidification et à leur alimentation du fait de l'importance des milieux ouverts.

#### Zones naturelles d'intérêt écologique, faunistique et floristique
L’inventaire des zones naturelles d'intérêt écologique, faunistique et floristique (ZNIEFF) a pour objectif de réaliser une couverture des zones les plus intéressantes sur le plan écologique, essentiellement dans la perspective d’améliorer la connaissance du patrimoine naturel national et de fournir aux différents décideurs un outil d’aide à la prise en compte de l’environnement dans l’aménagement du territoire. Deux ZNIEFF de type 1 sont recensées sur la commune : le « pla de Ferriol » (129 ha), couvrant 3 communes du département, et le « ruisseau du Libre » (27 ha), couvrant 3 communes du département
et une ZNIEFF de type 2, : les « Corbières centrales » (68 810 ha), couvrant 56 communes dont 54 dans l'Aude et 2 dans les Pyrénées-Orientales.

Carte des ZNIEFF de type 1 et 2 à Félines-Termenès.
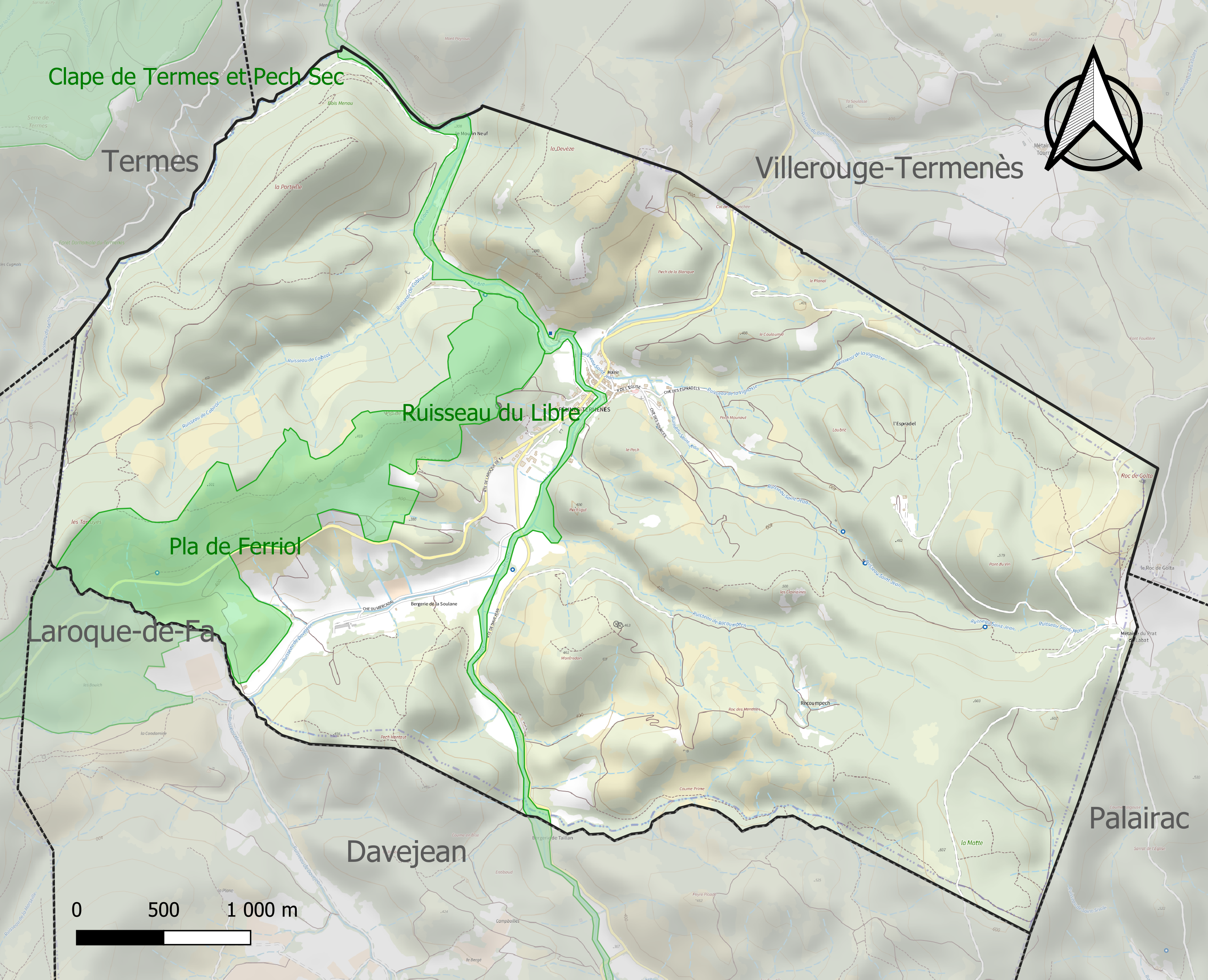
Carte des ZNIEFF de type 1 sur la commune.
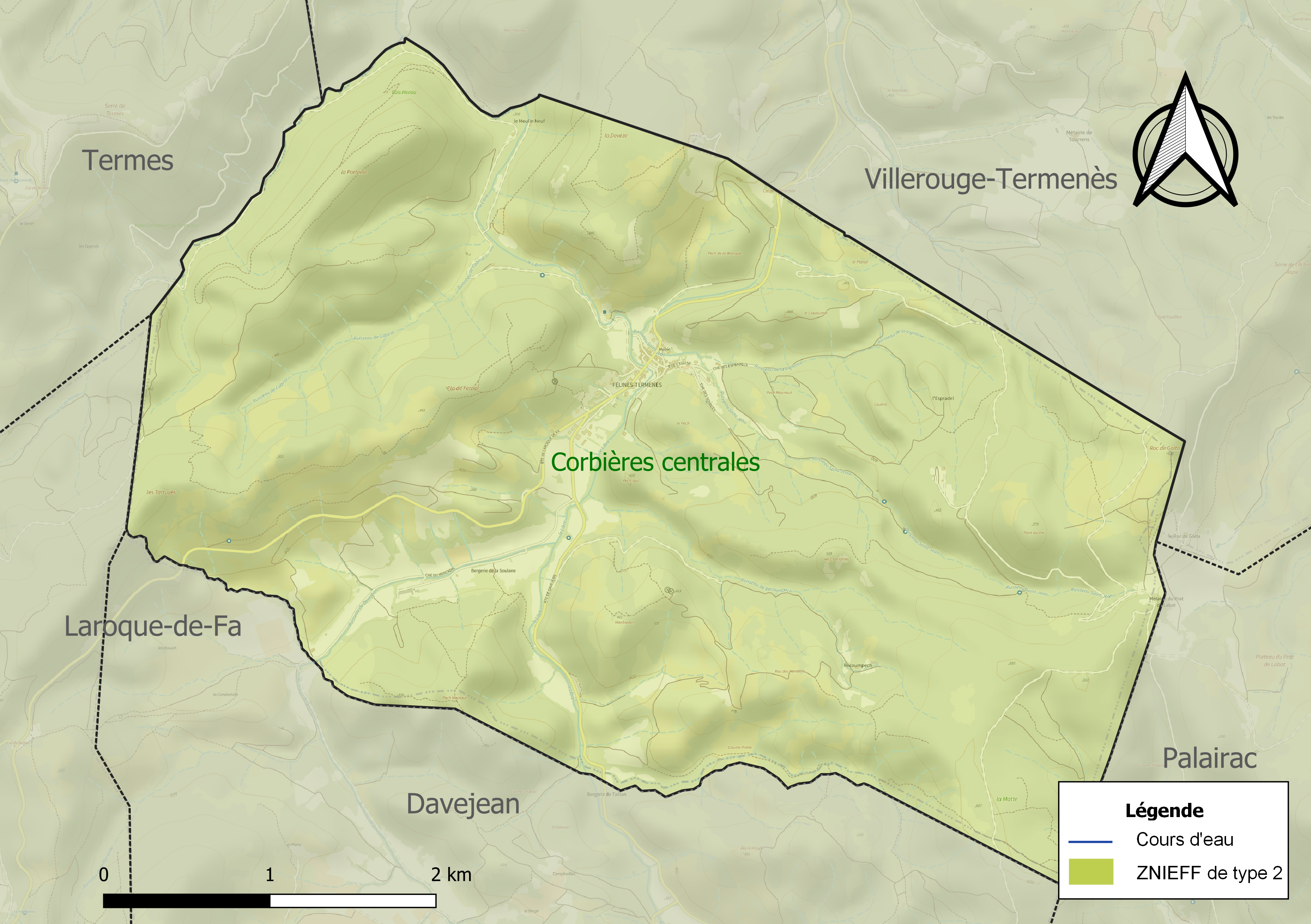
Carte de la ZNIEFF de type 2 sur la commune.

## Urbanisme

### Typologie
Au 1er janvier 2024, Félines-Termenès est catégorisée commune rurale à habitat dispersé, selon la nouvelle grille communale de densité à 7 niveaux définie par l'Insee en 2022.
Elle est située hors unité urbaine et hors attraction des villes,.

### Occupation des sols
L'occupation des sols de la commune, telle qu'elle ressort de la base de données européenne d’occupation biophysique des sols Corine Land Cover (CLC), est marquée par l'importance des forêts et milieux semi-naturels (87,4 % en 2018), une proportion identique à celle de 1990 (87,4 %). La répartition détaillée en 2018 est la suivante : 
forêts (64,1 %), milieux à végétation arbustive et/ou herbacée (23,3 %), cultures permanentes (4,9 %), zones agricoles hétérogènes (4,3 %), prairies (3,4 %). L'évolution de l’occupation des sols de la commune et de ses infrastructures peut être observée sur les différentes représentations cartographiques du territoire : la carte de Cassini (XVIIIe siècle), la carte d'état-major (1820-1866) et les cartes ou photos aériennes de l'IGN pour la période actuelle (1950 à aujourd'hui).

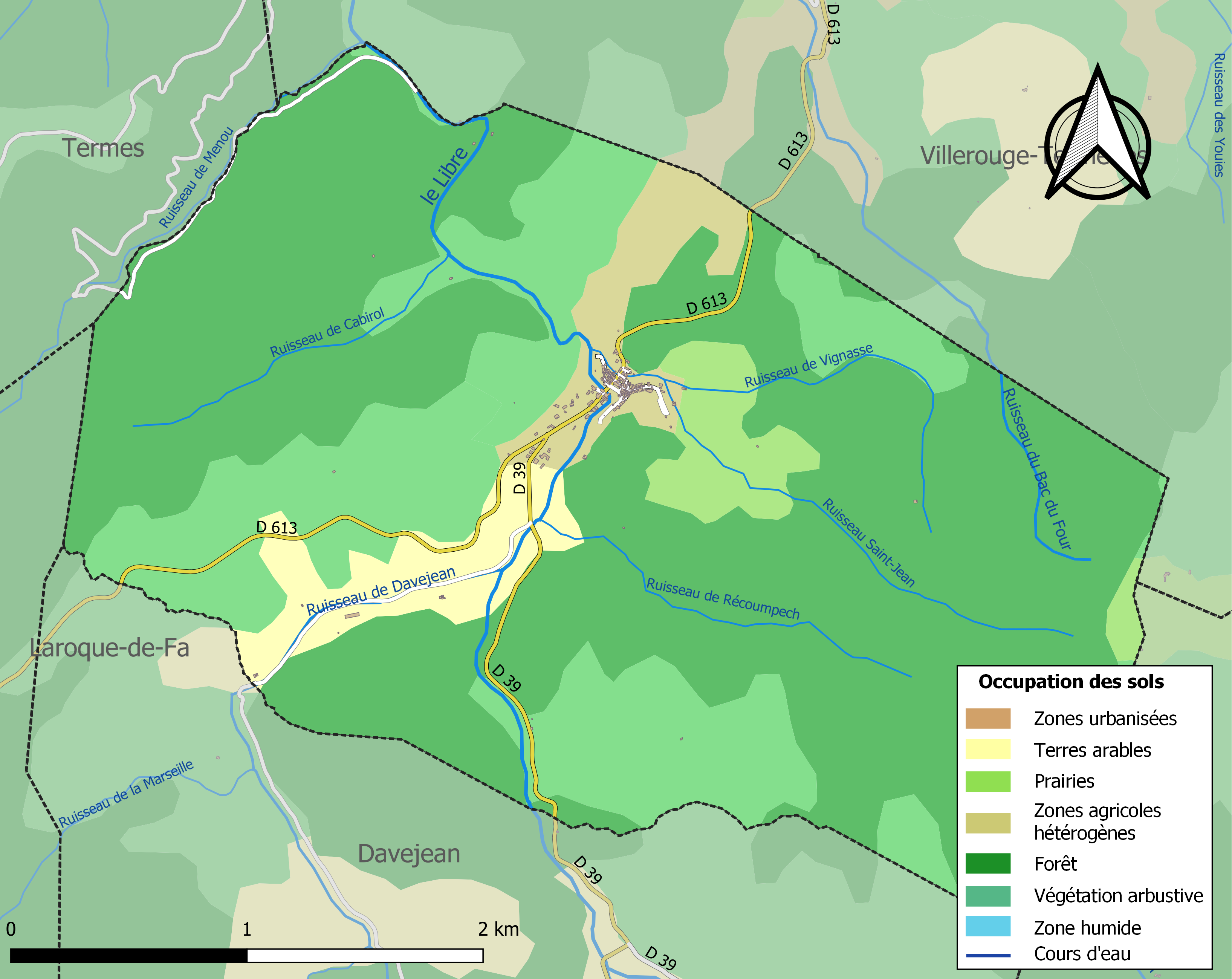
Carte des infrastructures et de l'occupation des sols de la commune en 2018 (CLC).

### Risques majeurs
Le territoire de la commune de Félines-Termenès est vulnérable à différents aléas naturels : météorologiques (tempête, orage, neige, grand froid, canicule ou sécheresse), inondations, feux de forêts et séisme (sismicité faible). Il est également exposé à un risque particulier : le risque de radon. Un site publié par le BRGM permet d'évaluer simplement et rapidement les risques d'un bien localisé soit par son adresse soit par le numéro de sa parcelle.

#### Risques naturels
Certaines parties du territoire communal sont susceptibles d’être affectées par le risque d’inondation par débordement de cours d'eau, notamment le Libre. La commune a été reconnue en état de catastrophe naturelle au titre des dommages causés par les inondations et coulées de boue survenues en 1982, 1987, 1992, 1995, 1996, 1999, 2000, 2005, 2009, 2014 et 2018,.

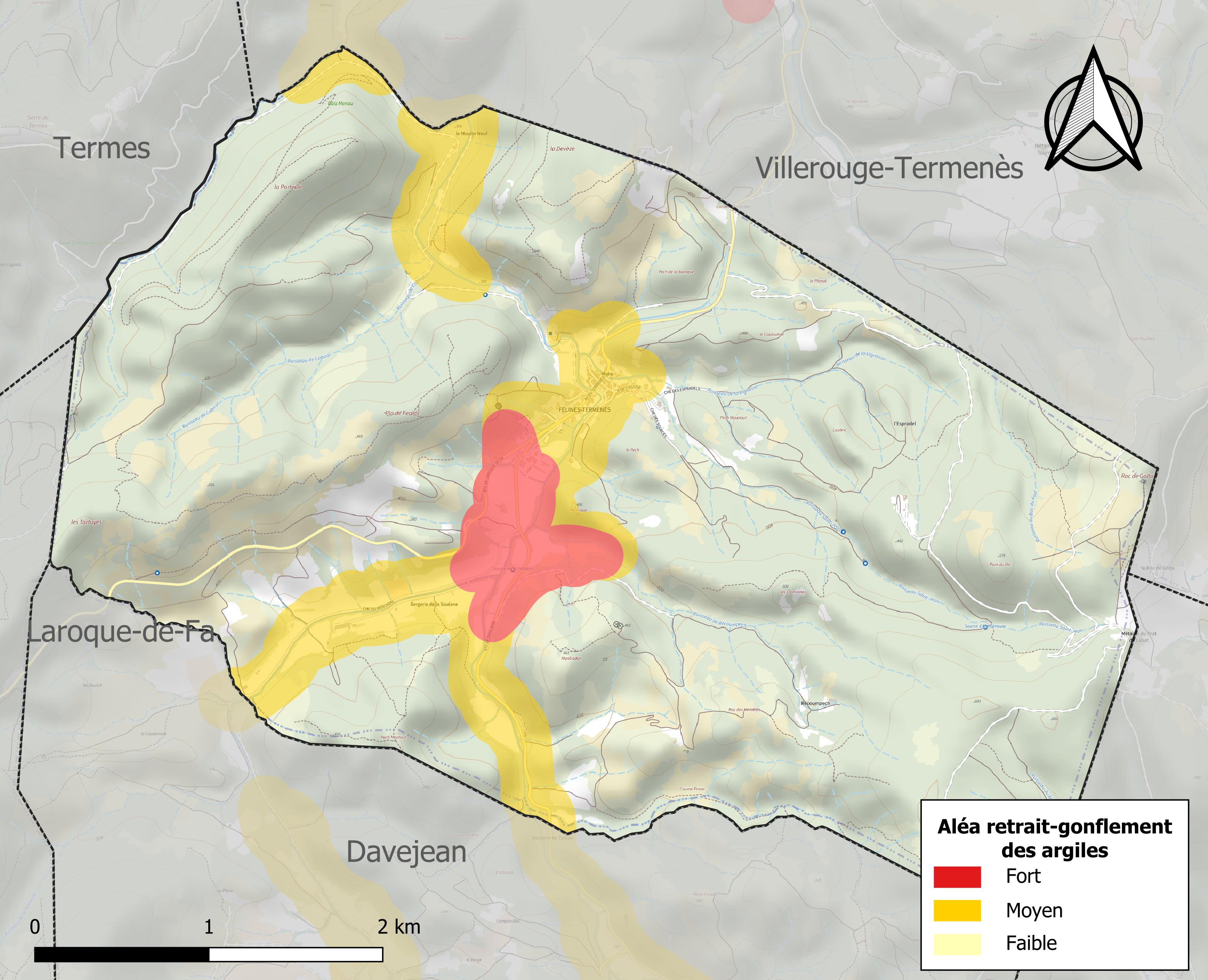
Carte des zones d'aléa retrait-gonflement des sols argileux de Félines-Termenès.

Le retrait-gonflement des sols argileux est susceptible d'engendrer des dommages importants aux bâtiments en cas d’alternance de périodes de sécheresse et de pluie. 15 % de la superficie communale est en aléa moyen ou fort (75,2 % au niveau départemental et 48,5 % au niveau national). Sur les 109 bâtiments dénombrés sur la commune en 2019, 106 sont en aléa moyen ou fort, soit 97 %, à comparer aux 94 % au niveau départemental et 54 % au niveau national. Une cartographie de l'exposition du territoire national au retrait gonflement des sols argileux est disponible sur le site du BRGM,.

#### Risque particulier
Dans plusieurs parties du territoire national, le radon, accumulé dans certains logements ou autres locaux, peut constituer une source significative d’exposition de la population aux rayonnements ionisants. Certaines communes du département sont concernées par le risque radon à un niveau plus ou moins élevé. Selon la classification de 2018, la commune de Félines-Termenès est classée en zone 3, à savoir zone à potentiel radon significatif.

## Toponymie
Son nom provient du bas latin : figulinas qui signifie : atelier du potier.

## Histoire
C'est pour cette raison que l'on a trouvé d'anciens fours à chaux sur le chemin du Gourgouzy. Les Romains y exploitaient du fer et jusqu'avant la guerre les mines de fer étaient en exploitation, on avait construit une ligne de chemin de fer qui évacuait le fer depuis la gare où il était amené par des wagonnets.

## Politique et administration

### Découpage territorial
La commune de Félines-Termenès est membre de la communauté de communes de la Région Lézignanaise, Corbières et Minervois, un établissement public de coopération intercommunale (EPCI) à fiscalité propre créé le 20 décembre 2012 dont le siège est à Lézignan-Corbières. Ce dernier est par ailleurs membre d'autres groupements intercommunaux.
Sur le plan administratif, elle est rattachée à l'arrondissement de Narbonne, au département de l'Aude, en tant que circonscription administrative de l'État, et à la région Occitanie.
Sur le plan électoral, elle dépend du canton des Corbières pour l'élection des conseillers départementaux, depuis le redécoupage cantonal de 2014 entré en vigueur en 2015, et de la troisième circonscription de l'Aude  pour les élections législatives, depuis le redécoupage électoral de 2010.

### Liste des maires
| Période                                  | Période | Identité         | Étiquette | Qualité |
| ---------------------------------------- | ------- | ---------------- | --------- | ------- |
| 2001                                     | 2014    | Jean Marie Saury |           |         |
|                                          | 2001    | André Pla        |           |         |
| Les données manquantes sont à compléter. |         |                  |           |         |

## Démographie
L'évolution du nombre d'habitants est connue à travers les recensements de la population effectués dans la commune depuis 1793. Pour les communes de moins de 10 000 habitants, une enquête de recensement portant sur toute la population est réalisée tous les cinq ans, les populations de référence des années intermédiaires étant quant à elles estimées par interpolation ou extrapolation. Pour la commune, le premier recensement exhaustif entrant dans le cadre du nouveau dispositif a été réalisé en 2004.

En 2022, la commune comptait 133 habitants, en évolution de +18,75 % par rapport à 2016 (Aude : +2,65 %, France hors Mayotte : +2,11 %).
| 1793 | 1800 | 1806 | 1821 | 1831 | 1836 | 1841 | 1846 | 1851 |
| ---- | ---- | ---- | ---- | ---- | ---- | ---- | ---- | ---- |
| 175  | 208  | 227  | 189  | 190  | 230  | 213  | 198  | 213  |

| 1856 | 1861 | 1866 | 1872 | 1876 | 1881 | 1886 | 1891 | 1896 |
| ---- | ---- | ---- | ---- | ---- | ---- | ---- | ---- | ---- |
| 211  | 231  | 224  | 221  | 221  | 208  | 206  | 219  | 205  |

| 1901 | 1906 | 1911 | 1921 | 1926 | 1931 | 1936 | 1946 | 1954 |
| ---- | ---- | ---- | ---- | ---- | ---- | ---- | ---- | ---- |
| 209  | 218  | 197  | 184  | 166  | 169  | 140  | 129  | 130  |

| 1962 | 1968 | 1975 | 1982 | 1990 | 1999 | 2004 | 2006 | 2009 |
| ---- | ---- | ---- | ---- | ---- | ---- | ---- | ---- | ---- |
| 127  | 105  | 108  | 106  | 107  | 110  | 135  | 141  | 127  |

| 2014 | 2019 | 2022 | - | - | - | - | - | - |
| ---- | ---- | ---- | - | - | - | - | - | - |
| 113  | 127  | 133  | - | - | - | - | - | - |

En  2007 on estime à environ 130 habitants la population qui s'est bien renouvelée par les naissances dans les familles des jeunes couples.

## Économie

### Emploi
| Division       | 2008   | 2013   | 2018   |
| -------------- | ------ | ------ | ------ |
| Commune        | 11,1 % | 8,1 %  | 16,9 % |
| Département    | 10,2 % | 12,8 % | 12,6 % |
| France entière | 8,3 %  | 10 %   | 10 %   |

En 2018, la population âgée de 15 à 64 ans s'élève à 68 personnes, parmi lesquelles on compte 49,3 % d'actifs (32,4 % ayant un emploi et 16,9 % de chômeurs) et 50,7 % d'inactifs,. Depuis 2008, le taux de chômage communal (au sens du recensement) des 15-64 ans est supérieur à celui de la France et du département.
La commune est hors attraction des villes,. Elle compte 12 emplois en 2018, contre 17 en 2013 et 31 en 2008. Le nombre d'actifs ayant un emploi résidant dans la commune est de 25, soit un indicateur de concentration d'emploi de 46,5 % et un taux d'activité parmi les 15 ans ou plus de 34,5 %.
Sur ces 25 actifs de 15 ans ou plus ayant un emploi, 10 travaillent dans la commune, soit 39 % des habitants. Pour se rendre au travail, 76,9 % des habitants utilisent un véhicule personnel ou de fonction à quatre roues, 15,3 % s'y rendent en deux-roues, à vélo ou à pied et 7,7 % n'ont pas besoin de transport (travail au domicile).

### Activités hors agriculture
Onze établissements sont implantés  à Félines-Termenès au 31 décembre 2019. Le secteur de la construction est prépondérant sur la commune puisqu'il représente 27,3 % du nombre total d'établissements de la commune (3 sur les 11 entreprises implantées  à Félines-Termenès), contre 14 % au niveau départemental.

### Agriculture
|                                   | 1988 | 2000 | 2010 |
| --------------------------------- | ---- | ---- | ---- |
| Exploitations                     | 20   | 9    | 3    |
| Superficie agricole utilisée (ha) | 322  | 588  | 382  |

La commune fait partie de la petite région agricole dénommée « Région viticole ». En 2010, l'orientation technico-économique de l'agriculture  sur la commune est l'élevage d'ovins et de caprins. Trois exploitations agricoles ayant leur siège dans la commune sont dénombrées lors du recensement agricole de 2010 (douze en 1988). La superficie agricole utilisée est de 382 ha.

## Culture locale et patrimoine

### Lieux et monuments
- Église Notre-Dame. L'église ainsi que les restes de carrelage du 14e siècle, dans le sanctuaire, à l'exception des deux chapelles ont été inscrits au titre des monuments historiques en 1948[38].
L'église et ses abords sont inscrits au titre des sites naturels depuis 1942[39].
- On trouve aussi sur le Pla de Ferréol un dolmen, et un ancien four à chaux.
- La gorge de la Caune est inscrite au titre des sites naturels depuis 1942[40]

L'église Notre-Dame
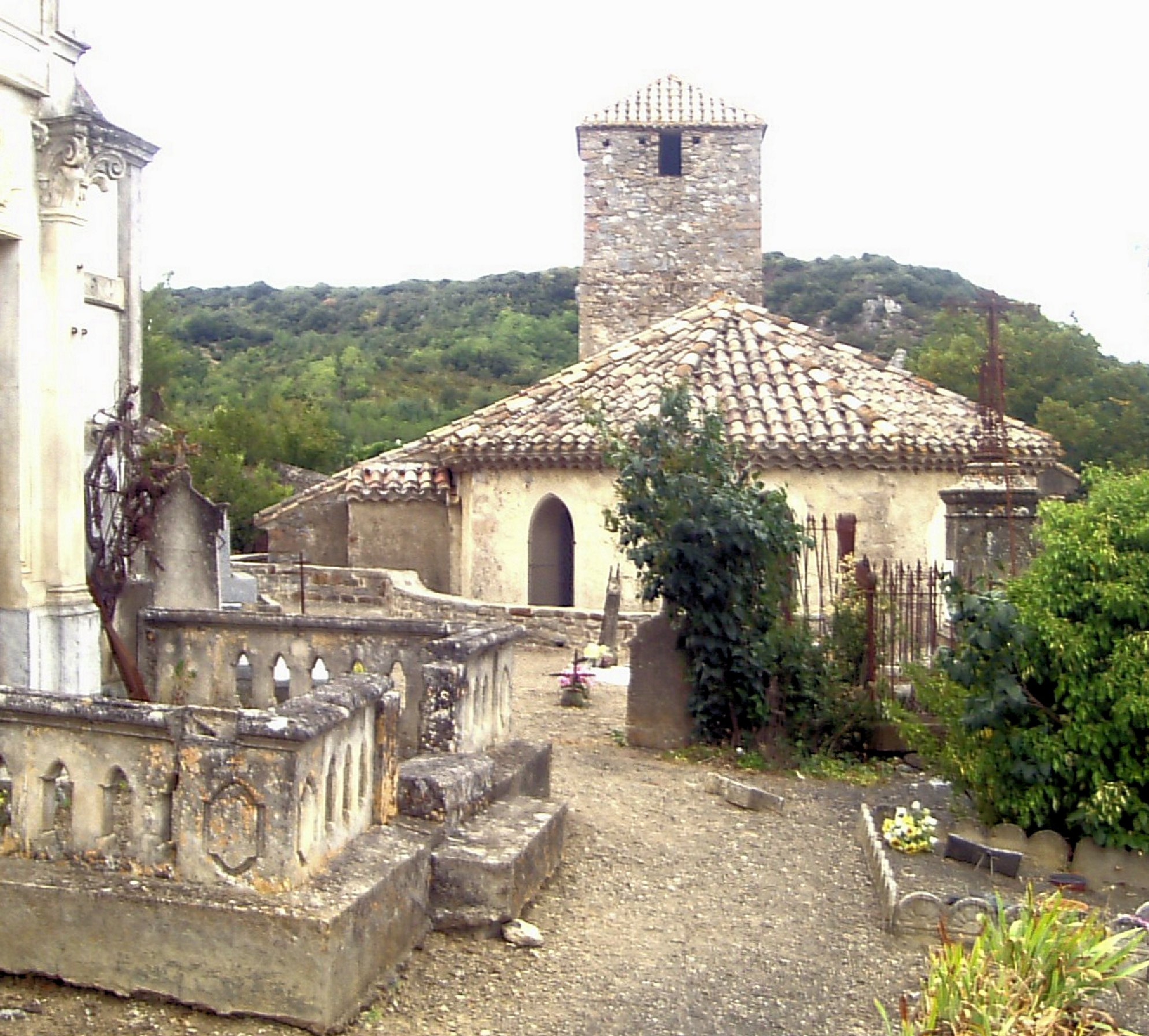
Côté est.
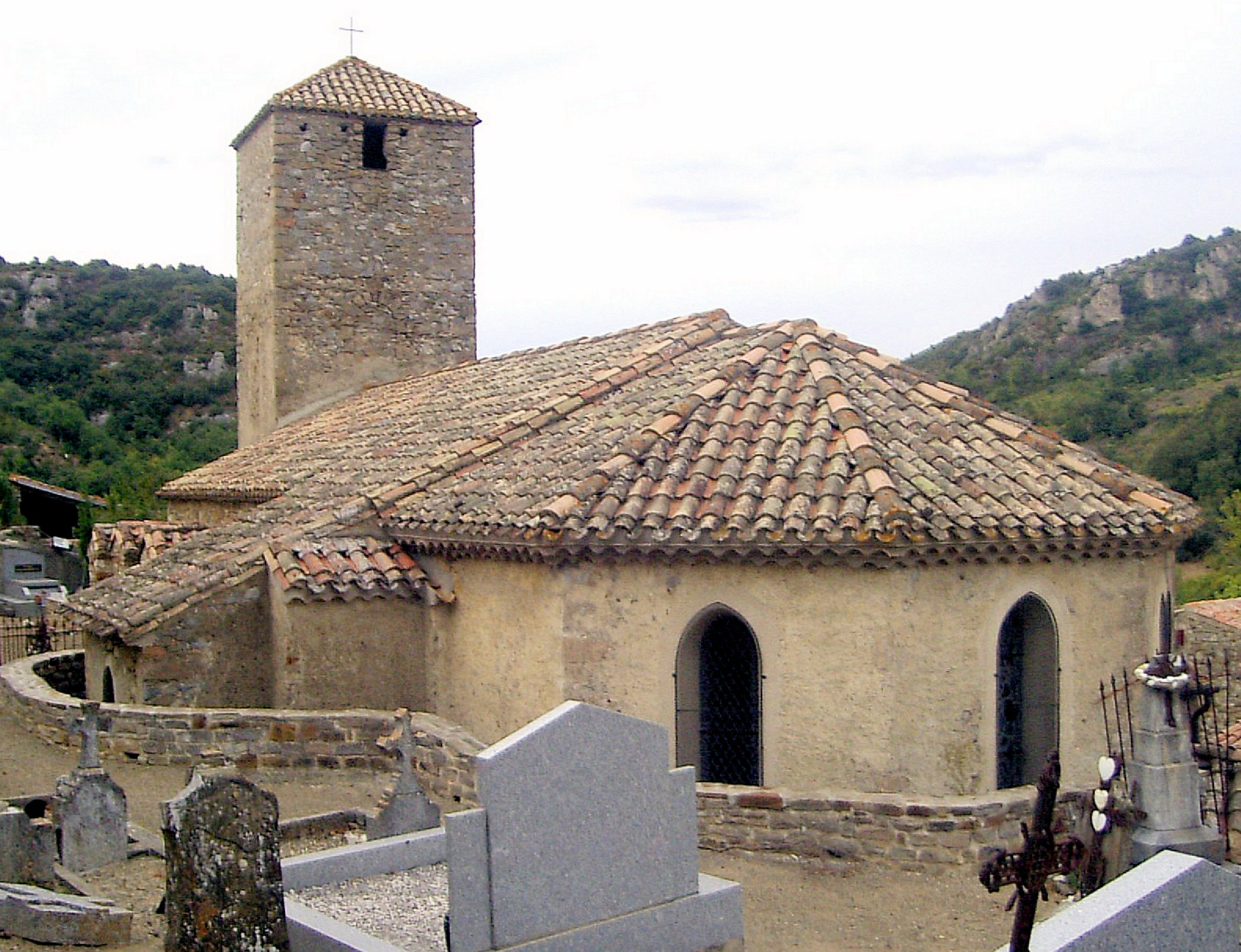
Côté sud-est.

### Personnalités liées à la commune
- Olivier de Termes (1200-1274), seigneur de Termes et de Félines.

### Héraldique
| Blason de Félines-Termenès | Blason  | D'argent à une fasce fuselée de gueules et d'argent. |
| Blason de Félines-Termenès | Détails | Charles d'Hozier lui avait attribué D'argent à une fasce fuselée d'argent et de gueules dans son Armorial général de France en 1696. Adopté par la municipalité. |